# Arquitectura shared nothing
La arquitectura shared nothing (SN) consiste en una arquitectura distribuida en el que cada nodo es independiente y autosuficiente, y NO tiene un único punto de contención en todo el sistema. Típicamente se contrasta con los sistemas que mantienen una gran cantidad de almacenados en forma centralizada, ya sea una base de datos, un servidor de aplicaciones, o cualquier otro donde este centralizada la funcionalidad. Aunque SN es más conocido en el contexto del desarrollo web, el concepto es anterior: Michael Stonebraker en UC Berkeley utilizó el término en un documento de base de datos de 1986, y es posible que referencias anteriores existan.
La arquitectura en el desarrollo web es popular debido a su escalabilidad. Como Google ha demostrado, un sistema SN puro puede crecer casi sin límite únicamente agregando computadoras de bajo costo, ya que no hay un único cuello de botella ralentice el sistema. Los datos se pueden partir entre muchos nodos (asignación de diferentes computadoras para hacer frente a múltiples usuarios o consultas), o podrá requerir que cada nodo mantenga su propia copia de los datos de la aplicación, utilizando algún tipo de protocolo de coordinación.
Uno de los enfoques para lograr que una arquitectura SN de aplicaciones que necesitan un nivel de persistencia (que suele mantenerse en una base de datos centralizada) es el uso de DataGrids, también conocido como memoria caché distribuida.